# Zapasy na Letnich Igrzyskach Olimpijskich 1980 – kategoria do 82 kg w stylu wolnym
Zmagania mężczyzn w wadze 82 kg to jedna z dziesięciu męskich konkurencji w zapasach w stylu klasycznym rozgrywanych podczas Letnich Igrzysk Olimpijskich 1980. Pojedynki w tej kategorii wagowej odbyły się w dniach 29 – 31 lipca.

## Klasyfikacja[2]
| Pozycja | Nazwisko              | Kraj       |
| ------- | --------------------- | ---------- |
| 1       | Ismaił Abiłow         | Bułgaria   |
| 2       | Magomiedchan Aracyłow | ZSRR       |
| 3       | István Kovács         | Węgry      |
| 4       | Henryk Mazur          | Polska     |
| 5       | Abdula Memedi         | Jugosławia |
| 6       | Dzewegijn Düwczin     | Mongolia   |
| 7       | Günter Busarello      | Austria    |
| 8       | Mohamed El-Oulabi     | Syria      |
| 9       | Armin Weier           | NRD        |
| .       | Sören Claeson         | Szwecja    |
| 11      | Zachée N'Dock         | Kamerun    |
| .       | Abdul Rahman Mohammed | Irak       |
| .       | Vasile Țigănaș        | Rumunia    |
| 14      | Ahmadjan Khasan       | Afganistan |

## Zasady
Przyjęto zasadę punktów karnych, gdzie zdobycie sześciu punktów lub więcej eliminowało zawodnika z turnieju. Kolejność miejsc medalowych ustalona została w specjalnej rundzie finałowej, z udziałem trzech zawodników z najmniejszą liczbą takich punktów.
- TPP — Punkty karne razem
- MPP — Punkty karne pojedynku
- TF — Łopatki
- DQ — Dyskwalifikacja za pasywność
- DNA — Nie przystąpił do walki

## Punktacja
- 0 — Wygrana na łopatki, przewagę techinczną, pasywność, kontuzję
- 0.5 — Wygrana na punkty  (8-11 punktów różnicy)
- 1 — Wygrana na punkty  (1-7 punktów różnicy)
- 2 — Dyskwalifikacja za pasywność, zwycięzca również był pasywny
- 3 — Przegrana na punkty (1-7 punktów różnicy)
- 3.5 — Przegrana na punkty (8-11 punktów różnicy)
- 4 — Przegrana na łopatki, przewagę techiczną, pasywność, kontuzję

## Wyniki[3]

### Pierwsza runda
| TPP | MPP |                       | Wynik\|Czas |                       | MPP | TPP |
| --- | --- | --------------------- | ----------- | --------------------- | --- | --- |
| 1   | 1   | István Kovács         | 3 - 3       | Günter Busarello      | 3   | 3   |
| 4   | 4   | Zachée N'Dock         | TF / 4:21   | Mohamed El-Oulabi     | 0   | 0   |
| 4   | 4   | Sören Claeson         | TF / 4:01   | Ismaił Abiłow         | 0   | 0   |
| 4   | 4   | Ahmadjan Khashan      | DQ / 7:59   | Henryk Mazur          | 0   | 0   |
| 4   | 4   | Vasile Țigănaș        | TF / 1:43   | Dzewegijn Düwczin     | 0   | 0   |
| 4   | 4   | Armin Weier           | TF / 5:04   | Magomiedchan Aracyłow | 0   | 0   |
| 4   | 4   | Abdul Rahman Mohammed | TF / 7:31   | Abdula Memedi         | 0   | 0   |

### Druga runda
| TPP | MPP |                       | Wynik\|Czas |                       | MPP | TPP |
| --- | --- | --------------------- | ----------- | --------------------- | --- | --- |
| 1   | 0   | István Kovács         | TF / 4:48   | Zachée N'Dock         | 4   | 8   |
| 3   | 0   | Günter Busarello      | DQ / 6:58   | Mohamed El-Oulabi     | 4   | 4   |
| 7   | 3   | Sören Claeson         | 5 - 11      | Henryk Mazur          | 1   | 1   |
| 0   | 0   | Ismaił Abiłow         | TF / 0:46   | Vasile Țigănaș        | 4   | 8   |
| 1   | 1   | Dzewegijn Düwczin     | 14 - 11     | Armin Weier           | 3   | 7   |
| 0   | 0   | Magomiedchan Aracyłow | TF / 1:48   | Abdul Rahman Mohammed | 4   | 8   |
| 0   |     | Abdula Memedi         |             | Bez walki             |     |     |
| 4   |     | Ahmadjan Khashan      |             | DNA                   |     |     |

### Trzecia runda
| TPP | MPP |                   | Wynik\|Czas |                       | MPP | TPP |
| --- | --- | ----------------- | ----------- | --------------------- | --- | --- |
| 3   | 3   | Abdula Memedi     | 3 - 4       | István Kovács         | 1   | 2   |
| 7   | 4   | Günter Busarello  | DQ / 7:25   | Ismaił Abiłow         | 0   | 0   |
| 7.5 | 3.5 | Mohamed El-Oulabi | 6 - 15      | Henryk Mazur          | 0.5 | 1.5 |
| 5   | 4   | Dzewegijn Düwczin | DQ / 5:49   | Magomiedchan Aracyłow | 0   | 0   |

### Czwarta runda
| TPP | MPP |               | Wynik\|Czas |                       | MPP | TPP |
| --- | --- | ------------- | ----------- | --------------------- | --- | --- |
| 7   | 4   | Abdula Memedi | TF / 4:19   | Ismaił Abiłow         | 0   | 0   |
| 3   | 1   | István Kovács | 6 - 4       | Dzewegijn Düwczin     | 3   | 8   |
| 5.5 | 4   | Henryk Mazur  | TF / 5:49   | Magomiedchan Aracyłow | 0   | 0   |

### Piąta runda
| TPP | MPP |               | Wynik\|Czas |                       | MPP | TPP |
| --- | --- | ------------- | ----------- | --------------------- | --- | --- |
| 4   | 1   | István Kovács | 7 - 4       | Henryk Mazur          | 3   | 8.5 |
| 1   | 1   | Ismaił Abiłow | 8 - 4       | Magomiedchan Aracyłow | 3   | 3   |

### Runda finałowa
Zaliczone pojedynki z wcześniejszych rund
| TPP | MPP |                       | Wynik\|Czas |                       | MPP | TPP |
| --- | --- | --------------------- | ----------- | --------------------- | --- | --- |
|     | 1   | Ismaił Abiłow         | 8 - 4       | Magomiedchan Aracyłow | 3   |     |
|     | 4   | István Kovács         | TF / 1:48   | Ismaił Abiłow         | 0   | 1   |
| 3   | 0   | Magomiedchan Aracyłow | 18 - 1      | István Kovács         | 4   | 8   |